# Парламент
Парла́мент (досл. «говорильня», «балаканина» від фр. говорити) — вищий державний
законодавчий орган. За загальним правилом парламенти є виборними органами, більшість яких у світі обирається за різними видами пропорційної виборчої системи.

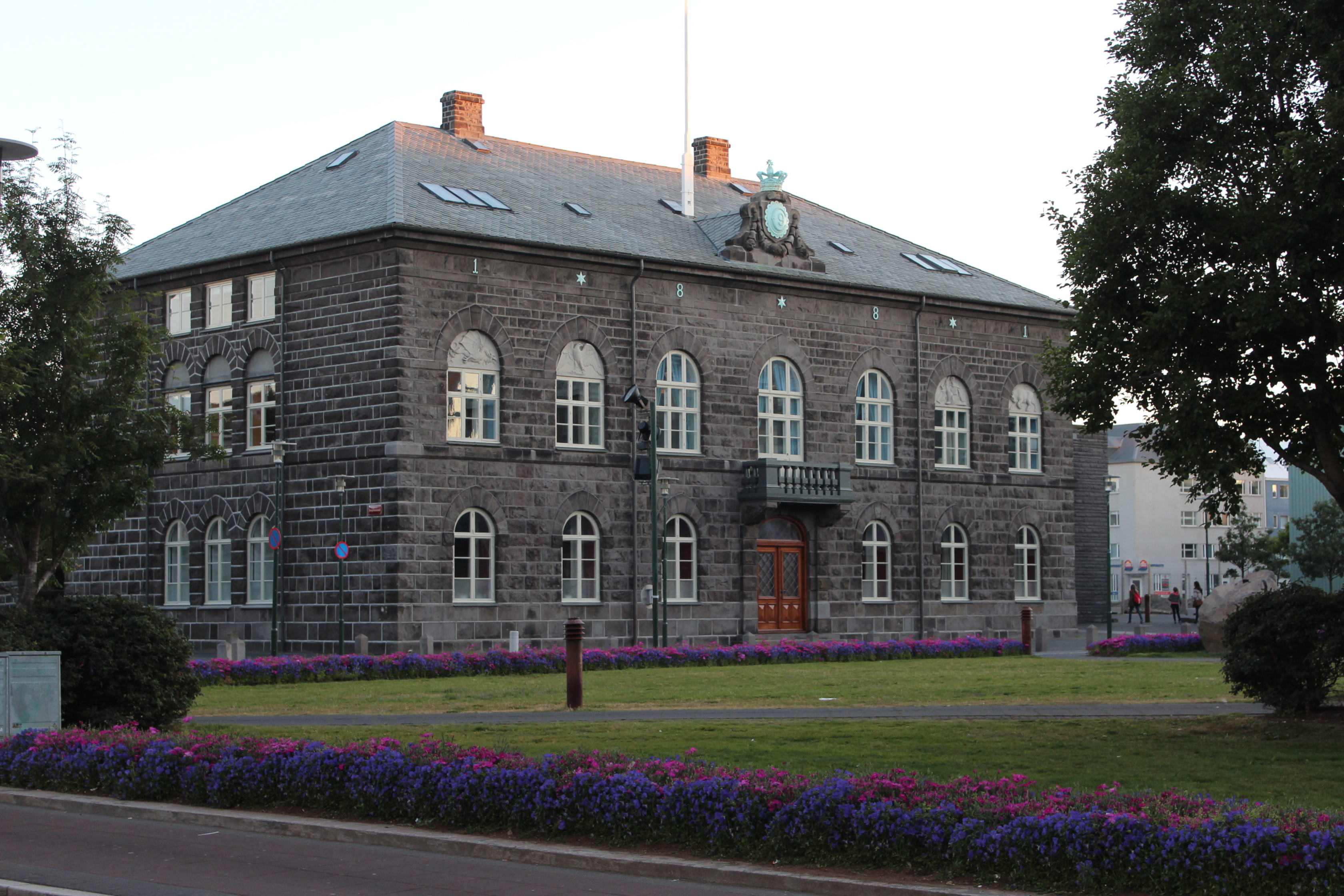
Перший парламент у світі — Ісландський Альтінґ

За більшістю конституцій парламент покликаний здійснювати загальне керівництво зовнішньою політикою держави. Однак, сфери його компетенції значною мірою залежать від державного ладу, розвитку демократії, тощо.

Політичні системи країн
Президентська республіка
Парламентсько-президентська республіка
Президентсько-парламентська республіка
Парламентська республіка
Парламентська конституційна монархія
Конституційна монархія
Абсолютистська монархія
Однопартійна система
Військова диктатура

Традиційними питаннями, що розв'язує Парламент є:
- внутрішньодержавні питання;
- питання війни та миру;
- територіальні зміни;
- ратифікація міжнародних договорів та угод;
- визначення видатків на зовнішньо- та внутрішньополітичні та іншого характеру заходи.

В Україні єдиним органом законодавчої влади є Парламент — Верховна Рада України.
В Англії такий законодавчий орган називається парламентом, в США — конгресом, в Швеції — риксдагом, в Норвегії — стортингом тощо.
Найперший парламент у світі — Ісландський Альтінґ, датується близько 930. Англійський парламент датується 1265. У Франції перший парламент називався Генеральні Штати, і вперше був скликаний у 1302 р. Законодавчий орган США називається Конгресом і складається з Палати представників і Сенату. Англійський парламент був об'єднаний з шотландським у 1707 і з ірландським в 1801—1922. Представники середнього класу стали входити до складу парламенту з 1832, міського робітничого класу з 1867, сільського — з 1884, жінки — з 1918 і 1928. Тривалість роботи скликання парламенту в 1694 була зафіксована три роки, сім — в 1716 і п'ять — у 1911. Заробітна плата членам парламенту була введена з 1911 р.
Важливу роль у забезпеченні діалогової комунікації між парламентами та громадськістю відіграють друковані парламентські видання, які діють у формі парламентської газети та парламентського журналу. Головною метою їхньої діяльності є: 1) об'єктивне і своєчасне висвітлення діяльності парламенту та його органів; 2) офіційне оприлюднення прийнятих законів, нормативно-правових актів та іншої офіційної інформації; 3) роз'яснення з боку авторитетних правників прийнятих законів або законопроєктів, які ще знаходяться на стадії обговорення чи будуть найближчим часом подані на розгляд парламенту; 4) підняття та розгляд актуальних проблем державотворення, правотворення та соціально-економічних перетворень, які мають місце у країні тощо.

## Назви парламентів країн світу
- Республіканська асамблея — Португалія
- Асамблея Албанії — Албанія
- Бундестаг — Німеччина
- Dewan Rakyat — Малайзія
- Всекитайська рада народних представників — Китай
- Конгрес США — США
- Генеральні Кортеси — Іспанія
- Едускунта — Фінляндія
- Федеральні Збори — Росія, Швейцарія
- Фолькетінг — Данія
- Кнесет — Ізраїль
- Риксдаг — Швеція
- Народна Скупщина — Сербія та Чорногорія
- Стортинг — Норвегія
- Сабор — Хорватія та Боснія і Герцеговина
- Рійгікогу — Естонія
- Національрат — Австрія
- Саеїма — Латвія
- Народно Сабраніе — Болгарія
- Сансад — Індія
- Ландтаг — князівство Ліхтенштейн
- Олій Мажліс — Узбекистан
- Парламент — Казахстан
- Верховна Рада — Україна